# Al Horford
Alfred Joel Horford Reynoso (Puerto Plata, República Dominicana; 3 de juny de 1986), més conegut com a Al Horford, és un jugador de bàsquet dominicà que actualment pertany als Boston Celtics de l'NBA. És fill de Tito Horford, un exjugador de bàsquet i de la periodista Arelis Reynoso. Horford es va convertir en el sisè jugador dominicà en jugar en l'NBA, i el primer en participar en un All-Star Game de l'NBA i en ser triat en un Millor Quintet de l'NBA, concretament en el tercer. Amb 2,08 metres (6 peus i 10 polzades) d'alçada, juga en les posicions d'aler pivot i pivot. També juga per la selecció nacional de bàsquet de la República Dominicana en les competicions internacionals.